# یواس‌اس چاهلیس (پی‌جی ام-۹۴)
یواس‌اس چاهلیس (پی‌جی ام-۹۴) (به انگلیسی: USS Chehalis (PGM-94)) یک کشتی بود که طول آن ۱۶۵ فوت (۵۰ متر) بود. این کشتی در سال ۱۹۶۸ ساخته شد.